# On the Third Day
On the Third Day je tretji studijski album skupine Electric Light Orchestra in prvi album skupine, ki je bil posnet brez Royja Wooda. Od tega albuma naprej je skupina iz imena začela izpuščati The.

## Izdaja
On the Third Day je izšel leta 1973. Na britansko lestvico se ni uvrstil, na ameriški lestvici pa je dosegel 52. mesto. Druga stran albuma je bila posneta kmalu po snemanju albuma ELO 2. On the Third Day vsebuje krajše skladbe kot predhodnik, štiri skladbe s prve strani pa so povezane v zbirko. To je prvi album, na katerem je igral Mik Kaminski, ki je na violini zamenjal Wilfreda Gibsona, ki je sicer igral na nekaj skladbah druge strani. V istem času je skupino zapustil Colin Walker in Mike Edwards je ostal edini čelist skupine.
Za skladbo »Showdown« je bilo planirano, da bo izšla le kot single, na tem albumu pa se ni pojavila, ker je izšla pri drugi založbi. Kljub temu je izšla na ameriški izdaji albuma, ker je skupina v ZDA še vedno izdajala albume pri založbi United Artists Records. Nekateri izvodi albuma vsebujejo »Showdown« kot zadnjo skladbo s prve strani. Čeprav ni sodeloval pri snemanju albuma, lahko na fotografiji na naslovnici ameriške izdaje opazimo Hugha McDowella. Fotografijo je posnel znani fotograf, Richard Avedon.

## Seznam skladb

### Originalna izdaja
Vse pesmi je napisal in uglasbil Jeff Lynne, razen kjer je posebej napisano.
| Stran 1 | Stran 1                                    | Stran 1 |
| Št.     | Naslov                                     | Dolžina |
| ------- | ------------------------------------------ | ------- |
| 1.      | „Ocean Breakup/King of the Universe‟       | 4:07    |
| 2.      | „Bluebird Is Dead‟                         | 4:24    |
| 3.      | „Oh No Not Susan‟                          | 3:07    |
| 4.      | „New World Rising/Ocean Breakup (Reprise)‟ | 4:05    |

| Stran 2 | Stran 2                                           | Stran 2 |
| Št.     | Naslov                                            | Dolžina |
| ------- | ------------------------------------------------- | ------- |
| 5.      | „Daybreaker‟                                      | 3:51    |
| 6.      | „Ma-Ma-Ma Belle‟                                  | 3:56    |
| 7.      | „Dreaming of 4000‟                                | 5:04    |
| 8.      | „In the Hall of the Mountain King‟ (Edvard Grieg) | 6:37    |

### Reizdaja
Vse pesmi je napisal in uglasbil Jeff Lynne, razen kjer je posebej napisano.
| Št. | Naslov                                            | Dolžina |
| --- | ------------------------------------------------- | ------- |
| 1.  | „Ocean Breakup/King of the Universe‟              | 4:07    |
| 2.  | „Bluebird Is Dead‟                                | 4:24    |
| 3.  | „Oh No Not Susan‟                                 | 3:27    |
| 4.  | „New World Rising/Ocean Breakup (Reprise)‟        | 4:05    |
| 5.  | „Showdown‟                                        | 4:09    |
| 6.  | „Daybreaker‟                                      | 3:51    |
| 7.  | „Ma-Ma-Ma Belle‟                                  | 3:56    |
| 8.  | „Dreaming of 4000‟                                | 5:04    |
| 9.  | „In the Hall of the Mountain King‟ (Edvard Grieg) | 6:37    |

| Bonus skladbe | Bonus skladbe                    | Bonus skladbe      | Bonus skladbe |
| Št.           | Naslov                           | {{{extra_column}}} | Dolžina       |
| ------------- | -------------------------------- | ------------------ | ------------- |
| 10.           | „Auntie (Ma-Ma-Ma Belle)‟ (1.)   |                    | 1:19          |
| 11.           | „Auntie (Ma-Ma-Ma Belle)‟        | 2.                 | 4:05          |
| 12.           | „Mambo (Dreaming of 4000)‟       | 1.                 | 5:05          |
| 13.           | „Everyone's Born to Die‟ (Berry) |                    | 3:43          |
| 14.           | „Interludes‟                     |                    | 3:40          |

## Zasedba
- Jeff Lynne – vokali, kitare
- Bev Bevan – bobni, tolkala
- Richard Tandy – klavir, moog, clavinet, Wurlitzer
- Mike de Albuquerque – bas, spremljevalni vokali
- Marc Bolan – kitara (7, 8, 10–13)
- Mike Edwards – čelo
- Wilf Gibson – violina (5–14)
- Colin Walker – čelo (5–14)
- Mik Kaminski – violina (1–4)

## Lestvice
- ZDA: 31. mesto lestvice CashBox; 52. mesto lestvice Billboard 200[5]
- VB: prva izdaja se ni uvrstila na lestvico,[6] kot del seta Three Light Years pa je leta 1978 dosegla 38. mesto
- AVS: 46. mesto lestvice ARIA Albums Chart
- KAN: 40. mesto lestvice RPM Albums Chart